# Женская сборная Казахстана по хоккею на траве
Женская сборная Казахстана по хоккею на траве — женская сборная по хоккею на траве, представляющая Казахстан на международной арене. Управляющим органом сборной выступает Федерация хоккея на траве Казахстана (англ. Kazakhstan Hockey Federation).
Сборная занимает (по состоянию на 12 апреля 2021) 41-е место в рейтинге Международной федерации хоккея на траве (FIH).

## Результаты выступлений

### Мировая лига
- 2012/13 — 26-е место (выбыли во 2-м раунде)
- 2014/15 — 29-е место (выбыли во 2-м раунде)
- 2016/17 — 32-е место

### Азиатские игры
- 1982—1994 — не участвовали
- 1998 — 6-е место
- 2002—2006 — не участвовали
- 2010 — 7-е место
- 2014 — 6-е место
- 2018 — 10-е место

### Чемпионат Азии
- 1985—1993 — не участвовали
- 1999 — 5-е место
- 2004 — 5-е место
- 2007 — не участвовали
- 2009 — 6-е место
- 2013 — 6-е место
- 2017 — 7-е место

### Чемпионат мира (индорхоккей)
- 2003—2007 — не участвовали
- 2011 — 12-е место
- 2015 — 12-е место
- 2018 — 12-е место